# 卡萨尔德帕洛梅罗
卡萨尔德帕洛梅罗，是西班牙埃斯特雷马杜拉卡塞雷斯省的一个市镇。总面积37平方公里，总人口1343人（2001年），人口密度36人/平方公里。